# 農工高等学校
農工高等学校（のうこうこうとうがっこう）とは、日本の主に農業、工業についての専門技術や知識を習得するために「農業に関する学科」（農業科）と「工業に関する学科」（工業科）が併置されている高等学校のことである。一般的には、学校の名称に「農工高等学校」の語が含まれている学校を指す。農工高等学校は、職業高等学校の一種とされ、広義の農業高等学校や工業高等学校に含まれる場合もある。
新制高校発足時に農工高等学校を称していた例は広く分布しているが、多くは単科系の学校や普通高等学校、総合高等学校などに転換された。
2010年代からの少子化進行で多くの県で実施されている高校再編でも農工高等学校の名称を用いる学校は少なく、現在では埼玉県立秩父農工科学高等学校に名称が引き継がれている他、山口県立田布施農工高等学校が存在する程度である。

## おもな設置学科
多くの農工高等学校で設置されている学科には、次のようなものがある。
- 農業に関する学科
- 工業に関する学科

## 過去の農工高等学校

### 福島県
- 福島県立磐城農工高等学校（現福島県立磐城農業高等学校）
- 福島県立小高農工高等学校（現福島県立小高商業高等学校）
- 福島県立白河農工高等学校（現福島県立白河実業高等学校）

### 埼玉県
- 埼玉県立秩父農工高等学校（現埼玉県立秩父農工科学高等学校）
- 埼玉県立与野農工高等学校（現埼玉県立いずみ高等学校）
- 埼玉県立児玉農工高等学校（現埼玉県立児玉白楊高等学校）

### 山梨県
- 山梨県立岳麓農工高等学校（現山梨県立吉田高等学校）
- 山梨県立峡南農工高等学校（現山梨県立峡南高等学校）

### 静岡県
- 静岡県立浜松農工高等学校（現静岡県立浜松城北工業高等学校）

### 岡山県
- 岡山県立新見農工高等学校（現岡山県立新見高等学校北校地）

### 高知県
- 高知県立幡多農工高等学校（現高知県立幡多農業高等学校）
- 高知県立宿毛農工高等学校（現高知県立宿毛工業高等学校）

### 大分県
- 大分県立国東農工高等学校（現大分県立国東高等学校）